# Malakoff (Texas)
Malakoff é uma cidade localizada no estado norte-americano do Texas, no Condado de Henderson.

## Demografia
Segundo o censo norte-americano de 2000, a sua população era de 2257 habitantes.
Em 2006, foi estimada uma população de 2360, um aumento de 103 (4.6%).

## Geografia
De acordo com o United States Census Bureau tem uma área de
7,3 km², dos quais 7,3 km² cobertos por terra e 0,0 km² cobertos por água. Malakoff localiza-se a aproximadamente 114 m acima do nível do mar.

## Localidades na vizinhança
O diagrama seguinte representa as localidades num raio de 16 km ao redor de Malakoff.